# Ostalbkreis
Der Ostalbkreis ist, gemessen an seiner Fläche, nach dem Ortenaukreis und dem Landkreis Ravensburg der drittgrößte Landkreis in Baden-Württemberg. Er bildet zusammen mit dem Landkreis Heidenheim die Region Ostwürttemberg im Regierungsbezirk Stuttgart. Kreisstadt und größte Stadt ist Aalen; die zweitgrößte Stadt ist Schwäbisch Gmünd. Außenstellen des Landratsamtes bestehen in Schwäbisch Gmünd, Ellwangen und Bopfingen.

## Geographie

### Lage
Der Ostalbkreis hat hauptsächlich Anteil an der östlichen Schwäbischen Alb (daher sein Name Ostalbkreis) sowie am östlichen Welzheimer Wald, der zum Schwäbisch-Fränkischen Wald gehört, ebenso die Ellwanger Berge im Norden des Kreises. Im Südwesten des Kreises fließt die Rems in westliche Richtung, sie mündet bei Remseck am Neckar in den Neckar. Im östlichen Kreisgebiet fließen zwei weitere rechte Nebenflüsse des Neckars, die Jagst und der Kocher, zunächst in Richtung Norden, später ebenfalls in Richtung Westen. Im äußersten Osten reicht das Kreisgebiet noch ins Nördlinger Ries. An den drei Flüssen liegen die drei Zentren des Kreises, Aalen, Schwäbisch Gmünd und Ellwangen (Jagst).
Der höchste Punkt des Kreisgebiets liegt mit 781,1 m ü. NHN beim Wanderheim Franz-Keller-Haus auf dem Kalten Feld, der niedrigste mit 263,8 m ü. NHN beim Austritt der Rems aus dem Kreisgebiet bei Lorch-Waldhausen.

### Orte
Die Liste der Orte im Ostalbkreis enthält die ungefähr 920 Orte (Städte, Dörfer, Weiler, Höfe und Wohnplätze) des Ostalbkreises im geografischen Sinn.

### Nachbarkreise
Der Ostalbkreis grenzt im Uhrzeigersinn im Norden beginnend an die Landkreise Schwäbisch Hall (in Baden-Württemberg), Ansbach und Donau-Ries (beide in Bayern) sowie Heidenheim, Göppingen und im Westen an den Rems-Murr-Kreis (alle wiederum in Baden-Württemberg).

### Flächenaufteilung
Nach Daten des Statistischen Landesamtes, Stand 2015.

## Geschichte
Der Ostalbkreis wurde durch die Kreisreform am 1. Januar 1973 gebildet. Damals wurde der Landkreis Aalen mit dem größten Teil des Landkreises Schwäbisch Gmünd zum neuen Ostalbkreis vereinigt. Hinzu kamen die Gemeinden Rechenberg und Stimpfach des Landkreises Crailsheim sowie die Gemeinde Gschwend des Landkreises Backnang. Kreisstadt wurde Aalen. Die beiden Altkreise Aalen und Schwäbisch Gmünd gehen zurück auf die alten gleichnamigen württembergischen Oberämter, die nach dem Übergang des Gebiets an Württemberg nach 1803 errichtet und 1938 in die Landkreise Aalen und Schwäbisch Gmünd überführt wurden. Damals nahm der Landkreis Aalen die Oberämter Aalen, Ellwangen und Neresheim, der Landkreis Schwäbisch Gmünd das Oberamt Gmünd und Teile der Oberämter Gaildorf und Welzheim auf.
Am 1. Januar 1975 kam die um Rechenberg vergrößerte Gemeinde Stimpfach zum Landkreis Schwäbisch Hall. Mit dem Rems-Murr-Kreis gab es am 1. Januar 1977 einen kleinen Gebietsaustausch.
Nach Abschluss der Gemeindereform umfasst der Ostalbkreis noch 42 Gemeinden, darunter 9 Städte und hiervon wiederum 3 „Große Kreisstädte“ (Aalen, Ellwangen (Jagst) und Schwäbisch Gmünd). Größte Stadt ist Aalen, kleinste Gemeinde ist Obergröningen.

### Einwohnerentwicklung

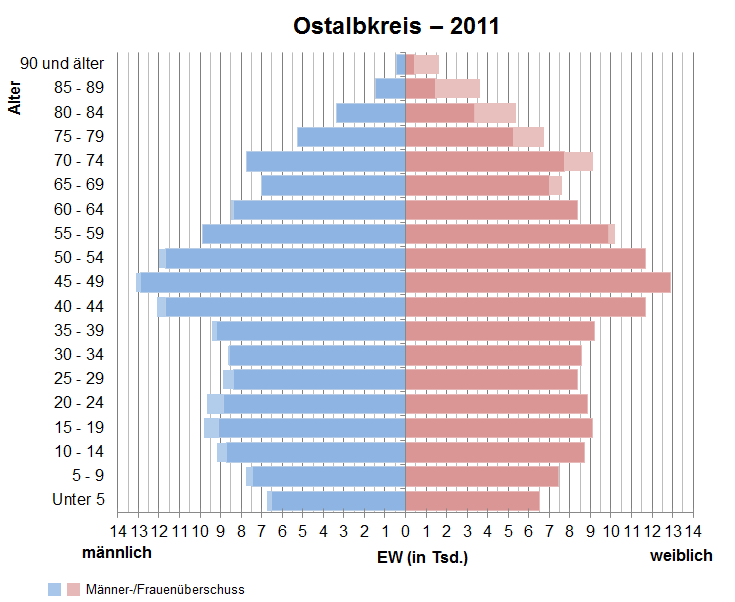
Bevölkerungspyramide für den Ostalbkreis (Datenquelle: Zensus 2011.)

Die Einwohnerzahlen sind Volkszählungsergebnisse (25. Mai 1987) oder amtliche Fortschreibungen des Statistischen Landesamts Baden-Württemberg (nur Hauptwohnsitze).
| Datum             | Einwohner |
| ----------------- | --------- |
| 31. Dezember 1973 | 274.804   |
| 31. Dezember 1975 | 272.353   |
| 31. Dezember 1980 | 275.793   |
| 31. Dezember 1985 | 276.524   |
| 25. Mai 1987¹     | 279.572   |
| 31. Dezember 1990 | 294.146   |

| Datum             | Einwohner |
| ----------------- | --------- |
| 31. Dezember 1995 | 311.110   |
| 31. Dezember 2000 | 314.198   |
| 31. Dezember 2005 | 316.760   |
| 31. Dezember 2010 | 310.733   |
| 31. Dezember 2015 | 312.650   |
| 31. Dezember 2020 | 314.294   |

### Konfessionsstatistik
Der Anteil der evangelischen und katholischen Kirchenmitglieder an der Gesamtbevölkerung sinkt jährlich um einen Prozentpunkt. Gemäß dem Zensus 2022 waren am 25. Mai 2022 44,3 % (139.549) der Einwohner katholisch, 21,5 % evangelisch, und 34,1 % waren konfessionslos, gehörten einer anderen Glaubensgemeinschaft an oder machten keine Angabe.
Laut kirchlicher Statistik waren Ende 2022 140.464 Personen Mitglied der katholische Kirche. Ende 2023 waren 136.918 Personen Mitglied der katholische Kirche (1 Prozentpunkt weniger als im Vorjahr). Ende 2024 waren 133.651 Personen Mitglied der katholische Kirche (1 Prozentpunkt weniger als im Vorjahr). Laut kirchlicher Statistik lag die Zahl der Kirchenaustritte im Dekanat Ostalb im Jahr 2023 bei 1755 Einwohnern.

## Politik

### Kreistag
Der Kreistag wird von den Wahlberechtigten im Landkreis auf fünf Jahre gewählt. Die Kommunalwahl am 9. Juni 2024 führte zu dem amtlichen Ergebnis, das in den Diagrammen dargestellt ist.
- Linke: 2
- Grüne: 10
- AB: 1
- SPD: 11
- DB: 1
- FW: 12
- LSV: 1
- CDU: 26
- FDP: 2
- AfD: 10

| Parteien und Wählergemeinschaften | Parteien und Wählergemeinschaften        | % 2019 | Sitze 2019 | % 2014 | Sitze 2014 | % 2009 | Sitze 2009 | % 2004 | Sitze 2004 | % 1999 | Sitze 1999 | % 1994 | Sitze 1994 | % 1989 | Sitze 1989 |
| --------------------------------- | ---------------------------------------- | ------ | ---------- | ------ | ---------- | ------ | ---------- | ------ | ---------- | ------ | ---------- | ------ | ---------- | ------ | ---------- |
| CDU                               | Christlich Demokratische Union           | 36,0   | 26         | 43,0   | 31         | 41,6   | 35         | 45,0   | 35         | 48,9   | 39         | 43,5   | 38         | 46,4   | 38         |
| GRÜNE                             | Bündnis 90/Die Grünen                    | 17,7   | 13         | 11,0   | 8          | 9,3    | 7          | 8,1    | 5          | 6,9    | 5          | 9,7    | 7          | 6,8    | 4          |
| FW                                | Freie Wähler Ostalbkreis                 | 16,2   | 12         | 15,7   | 13         | 15,4   | 13         | –      | –          | –      | –          | –      | –          | –      | –          |
| WG                                | Wählervereinigungen*                     | –      | –          | –      | –          | –      | –          | 19,9   | 15         | 15,7   | 12         | 9,9    | 11         | 5,5    | 7          |
| SPD                               | Sozialdemokratische Partei Deutschlands  | 15,6   | 12         | 21,2   | 14         | 22,1   | 15         | 23,8   | 16         | 26,0   | 18         | 28,8   | 21         | 30,0   | 21         |
| AfD                               | Alternative für Deutschland              | 6,5    | 5          | 2,2    | 1          | –      | –          | –      | –          | –      | –          | –      | –          | –      | –          |
| LINKE                             | Die Linke                                | 3,7    | 3          | 2,6    | 2          | 2,9    | 2          | –      | –          | –      | –          | –      | –          | –      | –          |
| FDP                               | Freie Demokratische Partei               | 3,2    | 2          | 2,4    | 2          | 4,5    | 3          | –      | –          | –      | –          | –      | –          | –      | –          |
| REP                               | Die Republikaner                         | –      | –          | –      | –          | 1,7    | 1          | 3,1    | 2          | 2,1    | 1          | 2,3    | 1          | 2,6    | 1          |
| Sonst.                            | Sonstige; u. a. pro Aalen, Aktive Bürger | 1,2    | 0          | 1,7    | 0          | 2,5    | 0          | –      | –          | 0,4    | 0          | 5,8    | 2          | 8,8    | 5          |
| Gesamt                            | Gesamt                                   | 100 %  | 73         | 100 %  | 71         | 100 %  | 76         | 100 %  | 73         | 100 %  | 75         | 100 %  | 80         | 100 %  | 76         |
| Wahlbeteiligung                   | Wahlbeteiligung                          | 58,7 % | 58,7 %     | 48,3 % | 48,3 %     | 50,9 % | 50,9 %     | 51,7 % | 51,7 %     | 54,9 % | 54,9 %     | 66,7 % | 66,7 %     | 62,8 % | 62,8 %     |

* WG: Wählervereinigungen, da sich die Ergebnisse von 1989 bis 2004 nicht auf einzelne Wählergruppen aufschlüsseln lassen.

### Landräte
Der Landrat wird vom Kreistag für eine Amtszeit von 8 Jahren gewählt. Dieser ist gesetzlicher Vertreter und Repräsentant des Landkreises sowie Vorsitzender des Kreistags und seiner Ausschüsse. Er leitet das Landratsamt und ist Beamter des Kreises.
Zu seinem Aufgabengebiet zählen die Vorbereitung der Kreistagssitzungen sowie seiner Ausschüsse. Er beruft Sitzungen ein, leitet diese und vollzieht die dort gefassten Beschlüsse. In den Gremien hat er kein Stimmrecht. Sein Stellvertreter ist der Erste Landesbeamte.
Die Landräte des Landkreises Aalen 1945–1972:
- 1945–1946: Max Freiherr von Lütgendorff-Leinburg
- 1946–1970: Anton Huber (CDU)
- 1970–1972: Gustav Wabro (CDU)

Die Landräte des Landkreises Schwäbisch Gmünd 1945–1972:
- 1945–1961: Konrad Burkhardt (CDU)
- 1961–1972: Friedrich Karl Röther

Die Landräte des Ostalbkreises seit 1973:
- 1973–1980: Gustav Wabro (CDU)
- 1980–1996: Diethelm Winter (CDU)
- 1996–2020: Klaus Pavel (CDU)
- seit 2020: Joachim Bläse (CDU)

### Wappen

Wappen des Ostalbkreises

Beschreibung: In Gold ein roter Pfahl, belegt mit einem goldenen Abtsstab; vorn ein schwarzer Löwe, hinten ein halber schwarzer Adler am Spalt
(Wappen-Verleihung: 5. November 1975)
Bedeutung: Der staufische Löwe steht für das Hausgut der Hohenstaufer, welches im Kreisgebiet Anteil hatte. Später entstanden einige freie Reichsstädte (Aalen, Schwäbisch Gmünd, Bopfingen), weshalb der Reichsadler im Wappen abgebildet ist. Der Abtsstab soll die ehemals geistlichen Territorien (Fürstpropstei Ellwangen, Kloster Neresheim und andere) versinnbildlichen.

### Kreispartnerschaften
Der Ostalbkreis unterhält seit 1992 eine Partnerschaft mit der Provinz Ravenna in Italien.

## Wirtschaft und Infrastruktur
Im Zukunftsatlas 2016 belegte der Ostalbkreis Platz 69 von 402 Landkreisen, Kommunalverbänden und kreisfreien Städten in Deutschland und zählt damit zu den Regionen mit „hohe Zukunftschancen“. In der Ausgabe von 2019 lag er auf Platz 59 von 401.

### Verkehr
Im Öffentlichen Personen-Nahverkehr besteht seit dem 9. Dezember 2007 der kreisweite Verkehrsverbund OstalbMobil, in den alle Busunternehmen und der Schienenpersonennahverkehr eingebunden sind.

#### Eisenbahnen
Die beiden größten Städte des Kreises, Aalen und Schwäbisch Gmünd, liegen an der bis 1861 von den Königlich Württembergischen Staats-Eisenbahnen nach Wasseralfingen erbauten Bahnstrecke Stuttgart-Bad Cannstatt–Nördlingen, auch Remsbahn genannt, die 1863 ins bayerische Nördlingen weitergeführt wurde. Der letztgenannte Abschnitt wird heute als Riesbahn bezeichnet. 1866 wurde die am Bahnhof Goldshöfe abzweigende Bahnstrecke Goldshöfe–Crailsheim (Obere Jagstbahn) in Betrieb genommen.
Die Bahnstrecke Aalen–Ulm (Brenzbahn) wurde 1864 zunächst von Aalen nach Heidenheim eröffnet, 1876 erfolgte deren Verlängerung nach Ulm.
Die Albhochfläche des Härtsfeldes wurde 1901 von der Badischen Lokal-Eisenbahn-Gesellschaft mit der Härtsfeldbahn erschlossen, einer Schmalspurbahn von Aalen nach Neresheim und weiter ins Donautal nach Dillingen.
Die genannten Eisenbahnen treffen bzw. trafen im Bahnhof Aalen aufeinander.
Die Hohenstaufenbahn verband ab 1912 Gmünd mit Göppingen. Die Stadt Heubach erhielt ihren Anschluss an die Hauptbahn in Unterböbingen 1920 durch die Heubachbahn.
Im Kochertal war Untergröningen seit 1903 Endpunkt der Oberen Kochertalbahn von Gaildorf, welche die Württembergische Eisenbahn-Gesellschaft erbaut und bis zur Stilllegung betrieben hat.
Von dem maximal 151 Kilometer umfassenden Schienennetz sind die Hauptstrecken (105 km) erhalten geblieben. Die Nebenbahnen (46 km) wurden stillgelegt:
- 1972: Unterböbingen – Heubach (vier Kilometer)
- 1972: Aalen – Neresheim (– Dillingen) (Meterspur) (30 km)
- 1984: Schwäbisch Gmünd – Reitprechts (– Göppingen) (elf Kilometer)
- 2000: (Gaildorf West–) Untergröningen (ein Kilometer)

Eigene Gleisanschlüsse besitzen im Ostalbkreis zum Stand 2021 die Unternehmen Scholz und Arverio Baden-Württemberg in Essingen an der Remsbahn sowie Papierfabrik Palm und Munksjö Paper, beide in Unterkochen an der Brenzbahn.

#### Straßen
Durch das östliche Kreisgebiet führt in Süd-Nord-Richtung die Bundesautobahn 7 Ulm–Würzburg, deren Abschnitt Feuchtwangen–Heidenheim 1987 eröffnet wurde. Ferner erschließen mehrere Bundes-, Landes- und Kreisstraßen den Landkreis, darunter die B 29 Stuttgart–Aalen, die bis 1985 bis Schwäbisch Gmünd, von 2015 bis 2019 im Verlauf der Ortsumgehung Mögglingen und seit 2020 zwischen Essingen und Aalen vierspurig ausgebaut wird, sowie die B 19 Ulm–Schwäbisch Hall.
Im Rahmen des Mobilitätspaktes Aalen-Heidenheim hat sich der Ostalbkreis im Januar 2022 an die Online-Mitfahrzentrale PENDLA angeschlossen, um nachhaltige Mobilität durch Fahrgemeinschaften im Berufsverkehr zu fördern.

#### Radverkehr
Durch den Landkreis verlaufen Alltagsrouten aus dem Radnetz Baden-Württemberg: 
- Von Schorndorf kommend über Schwäbisch Gmünd und Aalen Richtung Nördlingen
- Von Crailsheim kommend über Ellwangen und Aalen Richtung Heidenheim.

Zudem gibt es zwischen dem Bucher Stausee und Westhausen eine Radnetz-Route, um Ellwangen direkt mit Nördlingen zu verbinden.
Außerdem gibt es ein Radverkehrskonzept des Landkreises.
Durch den Landkreis verlaufen verschiedene Landes-Radfernwege: 
- Der Kocher-Jagst-Radweg ist ein Rundkurs entlang der beiden Flüsse zwischen Bad Friedrichshall und einer Querverbindung zwischen den Tälern bei Aalen (Stadtteil Unterkochen) und Lauchheim.
- Der Remstal-Radweg führt ab Aalen über Essingen und Schwäbisch Gmünd zur Mündung der Rems in den Neckar in Remseck und von dort weiter durch Fellbach und Kernen im Remstal nach Weinstadt.
- Der frühere  Hohenlohe-Ostalb-Weg wurde gemeinsam mit dem Alb-Neckar-Radweg durch den Württemberger Tälerradweg abgelöst. Er führt von Crailsheim über Aalen und Heidenheim nach Ulm und weiter über Göppingen nach Schwäbisch Gmünd.
- Der Schwäbische-Alb-Radweg führt vom Bodensee über Dischingen kommend nach Neresheim und Bopfingen und weiter über Nördlingen nach Donauwörth.

Der Ostalbkreis ist Mitglied der AGFK (Arbeitsgemeinschaft Fahrrad- und Fußverkehrsfreundlicher Kommunen) in Baden-Württemberg.

### Einrichtungen im Landkreis
Der Ostalbkreis ist Schulträger folgender beruflichen Schulen:
- Technische Schule Aalen mit (Zweige: Informationstechnik, Technik und Gestaltungs- und Medientechnik (GMT))
- Kaufmännische Schule Aalen
- Justus-von-Liebig-Schule Aalen (Hauswirtschaftliche und Landwirtschaftliche Schule; beinhaltet unter anderem ein biotechnologisches Gymnasium und ein ernährungswissenschaftliches Gymnasium)
- Kreisberufsschulzentrum Ellwangen (Gewerbliche, Kaufmännische und Hauswirtschaftliche Schule)
- Gewerbliche Schule Schwäbisch Gmünd
- Kaufmännische Schule Schwäbisch Gmünd
- Agnes-von-Hohenstaufen-Schule Schwäbisch Gmünd (Hauswirtschaftliche Schule)

Ferner auch Träger folgender Sonderpädagogischen Bildungs- und Beratungszentren:
- Klosterbergschule Schwäbisch Gmünd (Förderschwerpunkt geistige Entwicklung und körperlich-motorische Entwicklung)
- Jagsttalschule Westhausen mit Schulkindergarten (Förderschwerpunkt geistige Entwicklung)
- Schloss-Schule Wasseralfingen mit Schulkindergärten (Förderschwerpunkt Sprache)
- Sonderpädagogisches Bildungs- und Beratungszentrum für Schüler in längerer Krankenhausbehandlung Aalen
- Heideschule Mutlangen (Förderschwerpunkt Sprache)

Außerdem gehört der Ostalbkreis dem Schulverband Landesgymnasium für Hochbegabte Schwäbisch Gmünd an, der das Landesgymnasium für Hochbegabte Schwäbisch Gmünd mit dem angeschlossenen Kompetenzzentrum für Hochbegabtenförderung trägt.
Der Ostalbkreis ist Träger des Ostalb-Klinikums Aalen, das in der Form eines Eigenbetriebs organisiert ist und zu dem auch die Klinik am Ipf Bopfingen gehört. Des Weiteren werden das Stauferklinikum Schwäbisch Gmünd in Mutlangen sowie die St.-Anna-Virngrund-Klinik Ellwangen als Eigenbetriebe des Ostalbkreises geführt.
Die katholische Kirche ist Träger der Stiftung Haus Lindenhof, die auf dem Gebiet des Landkreises Einrichtungen für Menschen mit Behinderungen, pflegebedürftige Menschen und Arbeitslose betreibt. Der Sitz ist im gleichnamigen Hof bei Schwäbisch Gmünd.

## Städte und Gemeinden
(Einwohner am 31. Dezember 2024)
Städte
1. Aalen, Große Kreisstadt (67.621)
2. Bopfingen (11.560)
3. Ellwangen (Jagst), Große Kreisstadt (25.001)
4. Heubach (10.145)
5. Lauchheim (4.857)
6. Lorch (10.806)
7. Neresheim (7.954)
8. Oberkochen (7.746)
9. Schwäbisch Gmünd, Große Kreisstadt (64.416)

Vereinbarte Verwaltungsgemeinschaften und Gemeindeverwaltungsverbände
1. Vereinbarte Verwaltungsgemeinschaft der Stadt Aalen mit den Gemeinden Essingen und Hüttlingen
2. Vereinbarte Verwaltungsgemeinschaft der Stadt Bopfingen mit den Gemeinden Kirchheim am Ries und Riesbürg
3. Vereinbarte Verwaltungsgemeinschaft der Stadt Ellwangen (Jagst) mit den Gemeinden Adelmannsfelden, Ellenberg, Jagstzell, Neuler, Rainau, Rosenberg und Wört
4. Gemeindeverwaltungsverband „Kapfenburg“ mit Sitz in Westhausen; Mitgliedsgemeinden: Stadt Lauchheim und Gemeinde Westhausen
5. Gemeindeverwaltungsverband „Leintal-Frickenhofer Höhe“ mit Sitz in Leinzell; Mitgliedsgemeinden: Eschach, Göggingen, Iggingen, Leinzell, Obergröningen und Schechingen
6. Gemeindeverwaltungsverband „Rosenstein“ mit Sitz in Heubach; Mitgliedsgemeinden: Stadt Heubach und Gemeinden Bartholomä, Böbingen an der Rems, Heuchlingen und Mögglingen
7. Vereinbarte Verwaltungsgemeinschaft der Stadt Schwäbisch Gmünd mit der Gemeinde Waldstetten
8. Gemeindeverwaltungsverband „Schwäbischer Wald“ mit Sitz in Mutlangen; Mitgliedsgemeinden: Durlangen, Mutlangen, Ruppertshofen, Spraitbach und Täferrot
9. Gemeindeverwaltungsverband Tannhausen mit Sitz in Tannhausen; Mitgliedsgemeinden: Stödtlen, Tannhausen und Unterschneidheim

Gemeinden
1. Abtsgmünd (7.501)
2. Adelmannsfelden (1.732)
3. Bartholomä (2.042)
4. Böbingen an der Rems (4.539)
5. Durlangen (2.730)
6. Ellenberg (1.815)
7. Eschach (1.920)
8. Essingen (6.444)
9. Göggingen (2.545)
10. Gschwend (4.581)
11. Heuchlingen (1.864)
12. Hüttlingen (6.060)
13. Iggingen (2.613)
14. Jagstzell (2.365)
15. Kirchheim am Ries (1.750)
16. Leinzell (2.018)
17. Mögglingen (4.317)
18. Mutlangen (6.786)
19. Neuler (3.270)
20. Obergröningen (427)
21. Rainau (3.354)
22. Riesbürg (2.234)
23. Rosenberg (2.575)
24. Ruppertshofen (1.939)
25. Schechingen (2.245)
26. Spraitbach (3.335)
27. Stödtlen (1.825)
28. Täferrot (1.008)
29. Tannhausen (1.809)
30. Unterschneidheim (4.975)
31. Waldstetten (7.067)
32. Westhausen (6.136)
33. Wört (1.500)

## Naturschutzgebiete
Der Ostalbkreis besitzt folgende Naturschutzgebiete mit einer Gesamtfläche von 2.049,35 ha, das sind 1,36 Prozent der Kreisfläche:
1. Auweiher: 22,8 ha; Gemarkungen Wört und Ellenberg
2. Bargauer Horn: 25,2 ha; Gemarkung Weiler in den Bergen
3. Beiberg-Buchberg: 20,8 ha; Gemarkung Bopfingen
4. Bergrutschung Tannenwald: 10,9 ha; Gemarkung Waldstetten
5. Birkenweiher mit Ober- und Unterholzweiher: 22,5 ha; Gemarkung Wört
6. Blasienberg: 41,8 ha; Gemarkung Kirchheim am Ries
7. Breitweiher mit Hilsenweiher: 14,3 ha; Gemarkung Stödtlen
8. Dellenhäule: 24,1 ha; Gemarkungen Waldhausen und Elchingen
9. Dossinger Tal: 22,6 ha; Gemarkung Dorfmerkingen
10. Ellwanger Schlossweiher und Umgebung: 63,0 ha; Gemarkung Ellwangen
11. Goldberg: 32,45 ha; Gemarkungen Trochtelfingen, Pflaumloch, Goldburghausen und Kirchheim am Ries
12. Goldshöfer Sande: 46,5 ha; Gemarkung Hofen
13. Gromberger Heide: 18 ha; Gemarkung Lauchheim
14. Ipf: 71 ha; Gemarkungen Bopfingen und Oberdorf
15. Kaltes Feld mit Hornberg, Galgenberg und Eierberg: 634,4 ha; Gemarkungen Degenfeld, Waldstetten, Wißgoldingen, Nenningen und Weißenstein
16. Kapf bei Trochtelfingen: 61,1 ha; Gemarkung Trochtelfingen
17. Leintal zwischen Leinecksee und Leinhäusle: 202,5 ha; Gemarkungen Spraitbach, Durlangen und Alfdorf
18. Lindenfeld: 75,0 ha; Gemarkung Bettringen
19. Lorcher Baggerseen: 18,5 ha; Gemarkungen Lorch und Waldhausen
20. Muckental: 33,3 ha; Gemarkung Ellenberg
21. Orbachtal mit Streuwiesen: 5,9 ha; Gemarkung Rosenberg
22. Rauhe Wiese: 4 ha; Gemarkung Bartholomä
23. Riegelberg: 21,3 ha; Gemarkung Utzmemmingen
24. Rosenstein: 22,0 ha; Gemarkungen Lautern und Heubach
25. Rot- und Seebachtal: 15,6 ha; Gemarkung Gschwend
26. Schechinger Weiher: 12,7 ha; Gemarkung Schechingen
27. Scheuelberg: 119 ha; Gemarkungen Bargau und Heubach
28. Schloßberg mit Ruine Flochberg: 9,4 ha; Gemarkung Bopfingen
29. Schlucht des Großen Wimbachs: 3,1 ha; Gemarkungen Frickenhofen und Laufen am Kocher
30. Stausee Stockmühle: 44,1 ha; Gemarkung Lippach
31. Steinbruchterrassen im Egautal: 10,7 ha; Gemarkungen Neresheim und Dischingen
32. Streuwiese bei Rötenbach: 5,6 ha; Gemarkung Bartholomä
33. Tal der Blinden Rot: 60,7 ha; Gemarkungen Neuler, Abtsgmünd und Pommertsweiler
34. Tierstein mit Hangwald und Egerquelle: 2,9 ha; Gemarkung Aufhausen (Bopfingen)
35. Tonnenberg, Käsbühl, Karkstein: 173,4 ha; Gemarkungen Aufhausen (Bopfingen), Oberdorf am Ipf und Röttingen (Lauchheim)
36. Volkmarsberg: 68,1 ha; Gemarkung Oberkochen
37. Vorbecken Buch: 11,2 ha; Gemarkungen Schwabsberg, Dalkingen und Westhausen
38. Weiherkette beim Spitalhof: 23,2 ha; Gemarkung Wört
39. Weiherwiesen: 27,8 ha; Gemarkung Essingen
40. Wental mit Seitentälern und Feldinsel Klösterle: 288,9 ha; Gemarkungen Essingen und Steinheim
41. Wiesentäler bei der Menzlesmühle: 62,8 ha; Gemarkungen Altersberg, Vordersteinenberg und Kaisersbach
42. Zwing: 102,0 ha; Gemarkungen Neresheim, Auernheim und Dischingen

Siehe auch:

→ Liste der Landschaftsschutzgebiete im Ostalbkreis

→ Liste der Geotope im Ostalbkreis

## Kfz-Kennzeichen
Am 1. Januar 1973 wurde dem Landkreis das seit dem 1. Juli 1956 für den Landkreis Aalen gültige Unterscheidungszeichen AA zugewiesen. Es wird durchgängig bis heute ausgegeben.
Fahrzeuge aus dem Altkreis Schwäbisch Gmünd erhielten zunächst Kennzeichen mit dem Buchstaben A und den Zahlen von 1000 bis 9999. Anschließend wurden bis in die 1990er Jahre die Buchstabenpaare PA bis ZZ mit den Zahlen von 100 bis 999 vergeben.
Seit dem 25. Februar 2013 ist in Zusammenhang mit der Kennzeichenliberalisierung auch das Unterscheidungszeichen GD (Schwäbisch Gmünd) erhältlich.